# 钱谱
《钱谱》，研究中国历代钱币的著作。历代以钱谱名书者颇多，主要的有梁顧烜的《钱谱》一卷、唐朝封演的《续钱谱》一卷、宋朝李孝美的《历代钱谱》十卷、清朝江德亮的《钱谱》二十四卷，大都失传。